# Championnat du Pérou de football 1951
Navigation
Saison précédente Saison suivante
La saison 1951 du Championnat du Pérou de football est la vingt-troisième édition du championnat de première division au Pérou et la première de l'ère professionnelle de la compétition. Les dix clubs participants sont regroupés au sein d'une poule unique où ils s'affrontent deux fois au cours de la saison, à domicile et à l'extérieur. À la fin de la compétition, le dernier du classement est relégué et remplacé par le champion de Segunda División, la deuxième division péruvienne.
C'est le club de Sport Boys qui remporte la compétition après avoir terminé en tête du classement final du championnat, avec deux points d'avance sur le tenant du titre, le Club Centro Deportivo Municipal et huit sur le duo Mariscal Sucre-Alianza Lima. C'est le 4e titre de champion du Pérou de l'histoire du club.

## Les clubs participants
| - Alianza Lima - Sport Boys - Mariscal Sucre - Universitario de Deportes - Ciclista Lima | - Atlético Chalaco - Club Centro Deportivo Municipal - Sporting Tabaco - Centro Iqueño - Unión Callao - Promu de Segunda Division |

## Compétition
Le barème utilisé pour établir le classement est le suivant :
- Victoire : 2 points
- Match nul : 1 point
- Défaite, forfait ou abandon : 0 point

### Classement
| Rang | Équipe                              | Pts | J  | G  | N | P  | Bp | Bc | Diff |
| ---- | ----------------------------------- | --- | -- | -- | - | -- | -- | -- | ---- |
| 1    | Sport Boys                          | 28  | 18 | 13 | 2 | 3  | 63 | 34 | +29  |
| 2    | Club Centro Deportivo Municipal (T) | 26  | 18 | 11 | 4 | 3  | 58 | 33 | +25  |
| 3    | Mariscal Sucre                      | 20  | 18 | 9  | 2 | 7  | 45 | 40 | +5   |
| 4    | Alianza Lima                        | 20  | 18 | 8  | 4 | 6  | 46 | 46 | 0    |
| 5    | Ciclista Lima                       | 19  | 18 | 7  | 5 | 6  | 42 | 40 | +2   |
| 6    | Centro Iqueño                       | 16  | 18 | 7  | 2 | 9  | 29 | 32 | -3   |
| 7    | Universitario de Deportes           | 16  | 18 | 7  | 2 | 9  | 37 | 42 | -5   |
| 8    | Sporting Tabaco                     | 14  | 18 | 4  | 6 | 8  | 33 | 43 | -10  |
| 9    | Atlético Chalaco                    | 12  | 18 | 5  | 2 | 11 | 29 | 53 | -24  |
| 10   | Unión Callao (P)                    | 9   | 18 | 2  | 5 | 11 | 33 | 52 | -19  |

|  | Champion du Pérou 1951                                |
|  | Relégation directe en Segunda División                |
|  | (T) : Tenant du titre (P) : Promu de Segunda Division |

## Bilan de la saison
| Championnat du Pérou de football 1951 |                       |
| Champion                              | Sport Boys (4e titre) |
| Promotions et relégations             |                       |
| Promus en Primera División            | Asociación Chorrillos |
| Relégués en Segunda División          | Unión Callao          |